# Grand Prix Formule 1 van de Verenigde Staten 2004
De Grand Prix Formule 1 van de Verenigde Staten 2004 werd gehouden op 20 juni 2004 op de Indianapolis Motor Speedway in Indianapolis.

## Uitslag
| Positie | Nummer | Rijder               | Team               | Ronden | Tijd/Opgave       | Startplaats | Punten |
| ------- | ------ | -------------------- | ------------------ | ------ | ----------------- | ----------- | ------ |
| 1       | 1      | Michael Schumacher   | Scuderia Ferrari   | 73     | 1:40:29.914       | 2           | 10     |
| 2       | 2      | Rubens Barrichello   | Scuderia Ferrari   | 73     | +2.950            | 1           | 8      |
| 3       | 10     | Takuma Sato          | BAR-Honda          | 73     | +22.036           | 3           | 6      |
| 4       | 7      | Jarno Trulli         | Renault            | 73     | +34.544           | 20          | 5      |
| 5       | 17     | Olivier Panis        | Toyota             | 73     | +37.534           | 8           | 4      |
| 6       | 6      | Kimi Räikkönen       | McLaren - Mercedes | 72     | +1 Ronde          | 7           | 3      |
| 7       | 5      | David Coulthard      | McLaren - Mercedes | 72     | +1 Ronde          | 12          | 2      |
| 8       | 21     | Zsolt Baumgartner    | Minardi - Cosworth | 70     | +3 Rondes         | 19          | 1      |
| 9       | 11     | Giancarlo Fisichella | Sauber - Petronas  | 65     | Hydrauliek        | 14          |        |
| Ret     | 14     | Mark Webber          | Jaguar Racing      | 60     | Motor             | 10          |        |
| DSQ     | 3      | Juan Pablo Montoya   | Williams-BMW       | 57     | Gediskwalificeerd | 5           |        |
| Ret     | 18     | Nick Heidfeld        | Jordan-Ford        | 40     | Motor             | 16          |        |
| Ret     | 9      | Jenson Button        | BAR-Honda          | 26     | Versnellingsbak   | 4           |        |
| Ret     | 16     | Cristiano da Matta   | Toyota             | 7      | Versnellingsbak   | 11          |        |
| Ret     | 4      | Ralf Schumacher      | Williams-BMW       | 9      | Band              | 6           |        |
| Ret     | 8      | Fernando Alonso      | Renault            | 8      | Band              | 9           |        |
| Ret     | 15     | Christian Klien      | Jaguar Racing      | 0      | Botsing           | 13          |        |
| Ret     | 12     | Felipe Massa         | Sauber - Petronas  | 0      | Botsing           | 15          |        |
| Ret     | 19     | Giorgio Pantano      | Jordan-Ford        | 0      | Botsing           | 17          |        |
| Ret     | 20     | Gianmaria Bruni      | Minardi - Cosworth | 0      | Botsing           | 18          |        |

## Wetenswaardigheden
- Eerste en laatste punten: Zsolt Baumgartner, (Hongarije).
- Rondeleiders: Rubens Barrichello 14 (1-5; 42-50) en Michael Schumacher 59 (6-41; 51-73).
- Juan Pablo Montoya startte uit de pitstraat. Hij werd later gediskwalificeerd omdat hij zijn reserveauto gebruikte.
- Ralf Schumacher was betrokken bij een serieus ongeluk en zou de volgende 6 races langs de kant zitten.
- Dit zijn de eerste punten van Minardi sinds de Grand Prix van Australië 2002 waar thuisrijder Mark Webber als vijfde eindigde. Het team zou voor de laatste keer punten scoren op een volledige grid; in de editie van 2005 zouden slechts 6 auto's, waaronder die van Minardi, van start gaan.

## Statistieken
| Snelste ronde | Rubens Barrichello | Scuderia Ferrari | 1:10.399 |

## Noot
- Dit was de tiende pole position en de vijftigste podiumplaats voor Rubens Barrichello.
- Eerste podiumplaats voor Takuma Sato.

Grand Prix Formule 1 van de Verenigde Staten: 1908 · 1910 · 1911 · 1912 · 1914 · 1915 · 1916 · 1959 · 1960 · 1961 · 1962 · 1963 · 1964 · 1965 · 1966 · 1967 · 1968 · 1969 · 1970 · 1971 · 1972 · 1973 · 1974 · 1975 · 1976 · 1977 · 1978 · 1979 · 1980 · 1989 · 1990 · 1991 · 2000 · 2001 · 2002 · 2003 · 2004 · 2005 · 2006 · 2007 · 2012 · 2013 · 2014 · 2015 · 2016 · 2017 · 2018 · 2019 · 2021 · 2022 · 2023 · 2024 · 2025 · 2026

Indianapolis 500: 1950 · 1951 · 1952 · 1953 · 1954 · 1955 · 1956 · 1957 · 1958 · 1959 · 1960

Grand Prix Formule 1 van de Verenigde Staten West: 1976 · 1977 · 1978 · 1979 · 1980 · 1981 · 1982 · 1983

Grand Prix Formule 1 van Las Vegas: 1981 · 1982 · 2023 · 2024 · 2025

Grand Prix Formule 1 van de Verenigde Staten Oost: 1982 · 1983 · 1984 · 1985 · 1986 · 1987 · 1988

Grand Prix Formule 1 van Dallas: 1984

Grand Prix Formule 1 van Miami: 2022 · 2023 · 2024 · 2025 · 2026 · 2027 · 2028 · 2029 · 2030 · 2031 · 2032 · 2033 · 2034 · 2035 · 2036 · 2037 · 2038 · 2039 · 2040 · 2041